# Odostomia truncatula
Odostomia truncatula är en snäckart som först beskrevs av John Gwyn Jeffreys 1850.  I den svenska databasen Dyntaxa används istället namnet Jordaniella truncatula. Enligt Catalogue of Life ingår Odostomia truncatula i släktet Odostomia och familjen Pyramidellidae, men enligt Dyntaxa är tillhörigheten istället släktet Jordaniella och familjen Pyramidellidae. Arten har ej påträffats i Sverige. Inga underarter finns listade i Catalogue of Life.